# Ion Muscalu
Ion Muscalu (n. 13 august 1949, satul Scobinți, lângă Hârlău, județul Iași) este un prozator român.

## Biografie
Ion Muscalu s-a născut la data de 13 august 1949 în satul Scobinți, de lângă Hârlău (județul Iași). A debutat pe 27 decembrie 1979, la Radio Iași, cu "Povestiri istorice", după ce a publicat, sporadic, în presa locală. 
A îndeplinit funcția de primar al comunei Scânteia din județul Iași. În această calitate, în anul 1984, a înființat Cenaclul "Mihail Sadoveanu" și un muzeu al satului, iar în anul 1986, a inițiat Tabăra de sculptură în piatră "Poiana cu Schit", interzisă de autoritățile comuniste în 1988, pentru că "eram prea mulți oameni acolo în pădure, de capul nostru, fără radio, fără televizor, și se bănuia ca o s-o luăm razna"... 
În anul 1991 a debutat editorial, cu volumul Piatra Șoimului (apărut la Editura Porus din București). Ulterior i-au fost publicate volumele Cântecul ciocârliei (1997), Răpirea de la Mănăstirea Căpriana (1998), Primarul din Poarta Țărnii (2001), Lupul alb (2002), Hanul răzeșilor (2004) - o evocare a istoriei Moldovei din vara anului 1476, toate apărute la Editura Danaster, precum și romanul în trei volume Sub sabia cu straja-n cruce, publicate în perioada 2003-2008.
Este membru al Uniunii Scriitorilor din România din anul 2003.

## Cărți publicate
- Piatra Șoimului (Ed. Porus, București, roman haiducesc, 1991)
- Cântecul ciocârliei (Ed. Danaster, nuvele și povestiri, 1997)
- Răpirea de la Mănăstirea Căpriana (Ed. Danaster, roman, 1998)
- Primarul din Poarta Țărnii (Ed. Danaster, roman autobiografic, 2001)
- Lupul alb (Sfârșitul domniei lui Vasile Lupul), roman (Ed. Danaster, 2002)
- Sub sabia cu straja-n cruce I (Cetatea lui Duma Negru, roman, Ed. Junimea, 2003)
- Hanul răzeșilor  (Ed. Dram Art XXI - roman, 2004)
- Sub sabia cu straja-n cruce, II (Bătălia de la Valea Albă) – roman (Ed. Danaster, 2004)
- Acvila Neagră (Nunta domniței Olena) (Ed. Danaster, 2006) – roman tradus în limba franceză
- Taina Stejarului – roman (Ed. Danaster, 2006)
- Osândă și izbândă (Domnia voievodului martir Miron Barnovschi, roman (Ed. Danaster, 2007)
- Sub sabia cu straja-n cruce, III (Bătălia de la Codrii Cozminului) Războiul de 13 ani - roman (Ed. Danaster, 2008)
- Dafina Doamna (Ed. Danaster, 2009) - roman editat în limbile franceză, engleză și rusă
- "Vulturul desertului  (Ion Vodă cel Cumplit, Armeanul) - roman, vol. I (2010), tradus în limba franceză
- Vulturul desertului (Domnia lui Ion Vodă cel Cumplit) - roman, vol II (2011), tradus în limba franceză
- Noaptea de Rusalii (Gulagul românesc din Bărăgan, 1951-1956), mărturii 2013
- Atacul de Noapte (Vlad Vodă Drăculea, 1448-1456) roman, vol. I (2013)
- Atacul de Noapte (Vlad Țepeș, 1456-1462 și 1476) roman, vol. II (2014)
- Cavalerii cnezatului de vale (Ed. Danaster, 2015), memorialistică
- Umbra lui Bogdan Vodă - roman (Ed. Danaster, 2016)
- Zia, regina costobocilor, (Dacii liberi - volumul I), roman istoric, (2017)
- Zia, regina costobocilor, (Dacii liberi - volumul II), roman istoric, (2018)
- Biruit-au gândul - Î.P. Amfilohie Hotiniul ot Zagavia, roman (2019)
- Coana Șarica, domnișoara de pension, roman biografic (2020)
- Năframa Albă, vv. martir Grigore III Ghica Vodă, roman istoric (2020)
- Flori de Sânziene, vv. Alexandru cel Bun, roman istoric, (2021).
- Monografia Mănăstirii Bujoreni (Bârlad, 2007)
- Monografia comunei Scânteia (jud. Iași, 2009)
- Monografia comunei Scobinti (jud. Iași, 2011)
- Monografia "Poiana cu Schit" (jud. Iași, 2011)
- Monografia comunei Rediu (Rediu lui Tătar), jud. Iași, 2012

## Premii
- Premiul Special al Salonului Internațional de Carte", Iași (2003)
- Premiul Bibliotecii "Ion Creangă" din Chișinău (2006, 2008, 2012, 2013)
- Premiul Mecena al Salonului Internațional de Carte, Iași (2007)
- Premiul Salonului Internațional de Carte, Cernăuți (2007)
- Premiul Uniunii Scriitorilor din Republica Moldova (2008, 2009)
- Premiul Salonului Internațional de Carte, Iași (2009)
- Premiul Uniunii Scriitorilor din Republica Moldova (2010, 2011, 2014)
- Premiul Primăriei Chișinău, Republica Moldova (2017, 2018)